# Jefferson Rodrigues de Brito
Jefferson Rodrigues de Brito, conocido como Ciço (nacido en Florianópolis, Santa Catarina el 16 de octubre de 1981), es un jugador de futsal brasileño. Es internacional por su país.

## Biografía
Comenzó su trayectoria profesional en el Malwee/Jaraguá a la edad de 17 años.Coronándose campeón estadual catarinense de 1998. La temporada siguiente fue contratado por una temporada por el GM/Chevrolet. En el 2000 ficha por el Ulbra, esta temporada se consagraría campeón del estadual gaucho, de la Copa Intercontinental y debutaría como internacional con su selección. La siguiente temporada fue contratado por el E.C. Banespa, realizando un gran año a nivel colectivo e individual. Con el club paulista se consagró campeón estadual y Metropolitano. Con la selección brasileña obtuvo la medalla de oro en los Juegos ODESUR de 2002. Al año siguiente regresó al Ulbra, consiguiendo el título de la Liga Nacional. Esas dos últimas temporadas le sirvieron para dar el salto al futsal europeo.
En la temporada 2003/2004 con la camiseta del SL Benfica (futsal) obtuvo la Supercopa de Portugal y el subcampeonato en la Liga Portuguesa de Futsal.
La temporada 2004/2005 sería la primera en la mejor liga del mundo, la LNFS española, contratado por el Barcel Euro Puebla. Realizando con este modesto equipo grandes actuaciones individuales y logrando el objetivo de mantener la categoría.
La siguiente temporada el Polaris World Cartagena lo adquiere y lo cede a préstamo por un año al Autos Lobelle de Santiago. Con el equipo gallego conseguiría la Copa de España de Fútbol Sala de 2006 y sería elegido Mejor Jugador de dicho torneo. En octubre de 2005 obtuvo con su selección el I Grand Prix de Futsal de 2005 consiguió una nueva medalla de oro en los Juegos ODESUR.
En la 2006/2007 obtuvo con Polaris World Cartagena el segundo puesto en la LNFS y su segunda medalla en los Juegos Odesur de Buenos Aires con su selección. En los Juegos Panamericanos de Rio 2007 también obtendría la medalla dorada.
ElPozo Murcia contrata a Ciço para la temporada 2007/2008 consiguiendo nuevamente la Copa de España. Tuvo contrato con el club murciano hasta la temporada 2009/2010.
En verano de 2010, tras acabar contrato, se marcha a Inter Movistar. Al acabar la temporada se marcha al Foolad Mahan FSC de la liga iraní.

## Clubes
| Club                      | País     | Año       |
| ------------------------- | -------- | --------- |
| Malwee/Jaraguá            | Brasil   | 1998/1999 |
| GM/Chevrolet              | Brasil   | 1999/2000 |
| Ulbra                     | Brasil   | 2000/2001 |
| E.C. Banespa              | Brasil   | 2001/2002 |
| Ulbra                     | Brasil   | 2002/2003 |
| Benfica                   | Portugal | 2003/2004 |
| Barcel Euro Puebla        | España   | 2004/2005 |
| Autos Lobelle de Santiago | España   | 2005/2006 |
| Polaris World Cartagena   | España   | 2006/2007 |
| ElPozo Murcia             | España   | 2007/2010 |
| Inter Movistar            | España   | 2010/2011 |
| Foolad Mahan FSC          | Irán     | 2011-2012 |
| Intelli/Orlândia          | Brasil   | 2012      |
| Minas Tênis Clube         | Brasil   | 2015      |

## Palmarés Clubes
1998
- Estadual Catarinense

2000
- Estadual Gaucho

2001
- Copa Intercontinental
- Estadual Paulista
- Metropolitano SP
- Copa Topper SP

2003
- Liga Nacional

2003/2004
- Supercopa de Portugal

2005/2006
- Copa Xunta de Galicia
- Copa de España

2007/2008
- Copa de España

## Palmarés Selección
2002
- Medalla de Oro Juegos ODESUR

2005
- I Grand Prix de Futsal

2006
- Medalla de Oro Juegos ODESUR Buenos Aires 2006

2007
- Medalla de Oro Juegos Panamericanos de Rio 2007

2008
- Medalla de Oro Juegos Panamericanos de Rio 2007

2008
- Copa Mundial de fútbol sala de la FIFA

## Premiaciones Individuales
- Mejor Jugador Copa de España 2005/2006

- Datos: Q4160239